# Futócincér
A futócincér (Oxymirus cursor) a cincérfélék családjába tartozó, Eurázsiában honos, fenyőkön (ritkán lombos fákon) élő bogárfaj. 

## Megjelenése
A futócincér hímjének testhossza 14-20 mm, a nőstény 17-25 mm-es. Testalkata robusztus, lábai hosszúak, erőteljesek. Az előtor hátsó pereme szélesebb az elsőnél, oldalaiból egy-egy tompa tüske áll ki. A szárnyfedők vállai kiugróak, oldalvonalai folyamatosan keskenyedők. A hím teljesen fekete. Csápja a vége felé fokozatosan világosodik, a csáp töve a homlokdudorral együtt, valamint a tapogatók és az ajak sárga. A felszínét borító szőrök szürkék. A szárnyfedők szőrözete sávokban ferdén kifelé-, illetve befelé irányul, ami miatt a szárnyfedőn hosszában selymes fényű sávok látszanak. A szőrözet a hasoldalon sűrű, oldalt a mell finomabb skulptúráját teljesen elfedi.
A nőstény alapszíne is fekete, de a szárnyfedők oldalszegélye és egy-egy többé-kevésbé széles, hosszanti sáv vörös. Csápjai, tapogatói és az ajak barna-barnássárga, lábai részben szintén vörösbarnák. A felszínét borító szőrök sárgák.

## Elterjedése és életmódja
Eurázsiában honos, a Pireneusoktól Dél-Szibériáig. Északon gyakori, míg Közép-Európában a hegységek (Alpok, Kárpátok) lakója, a Mediterráneumból hiányzik. Magyarországon ritka, a Börzsönyben, a Bükkben, a Zemplénben, valamint az Alpokalján (Kőszeg, Sopron vidéke, Lajta-hegység) ismertek állományai.
Lárvája különféle fenyők (főleg luc, de jegenyefenyő, erdeifenyő, vörösfenyő is), illetve Észak-Európában ritkábban lombos fák (bükk, éger, nyír, tölgy, mogyoró, fűz, berkenye) erősen korhadó, nyirkos rönkjeiben, gyökereiben, törzsében fejlődik. A fa vastagsága kevésbé fontos számára, inkább az előrehaladott korhadás, a nedvességtartalom és az árnyék; hosszas aszály idején a lárva elpusztul. Életciklusa 2-3 évig tart, majd a fa alatt a talajban bebábozódik. Az imágó májustól augusztusig rajzik. Inkább alkonyatkor, este aktív, ilyenkor gyakran repül és a mesterséges fény is vonzza. Többnyire fatörzseken, rönkökön tartózkodik. Nem látogatja a virágokat, de repülés után különféle növényeken, virágzó bokrokon is landolhat. 

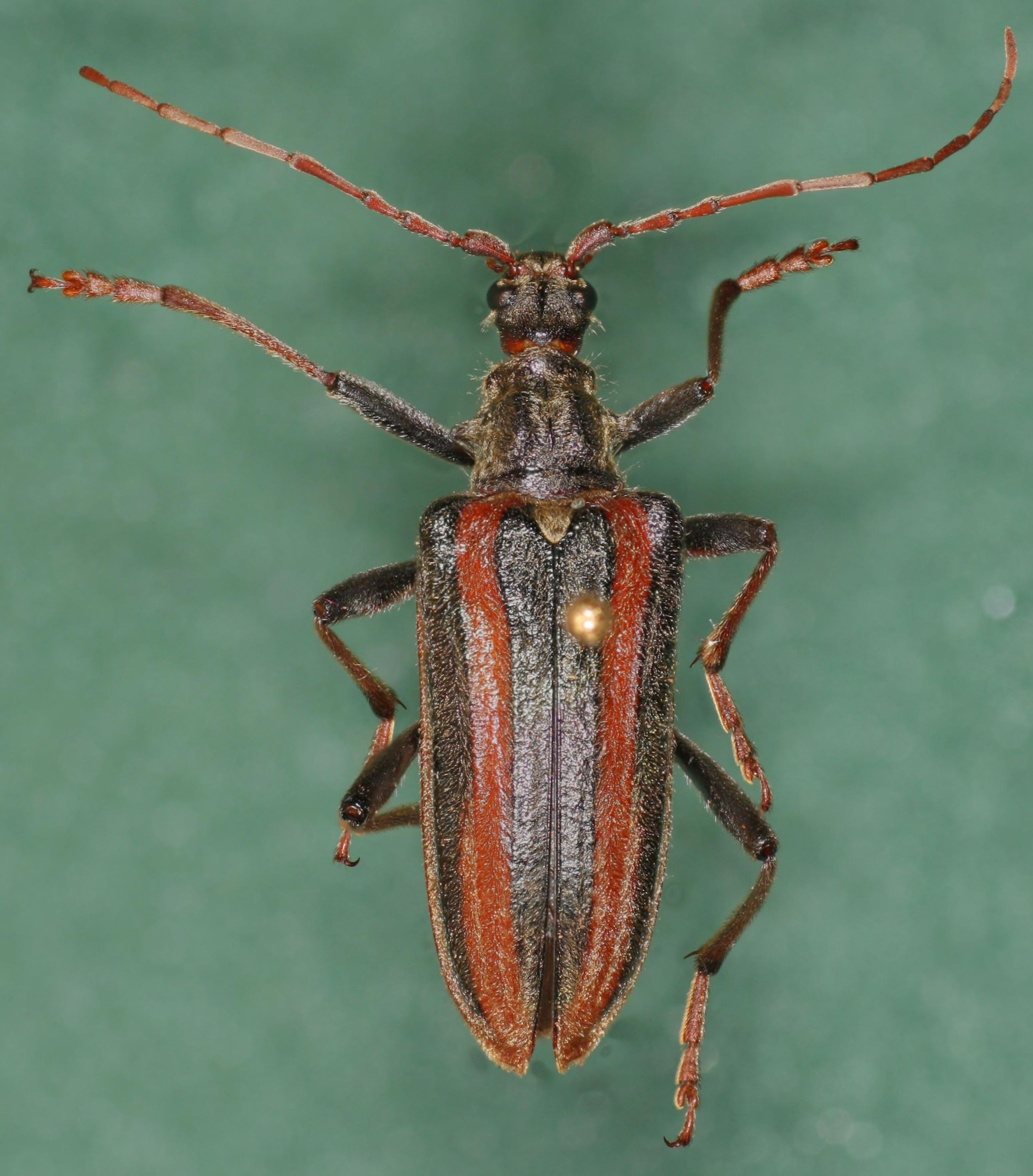
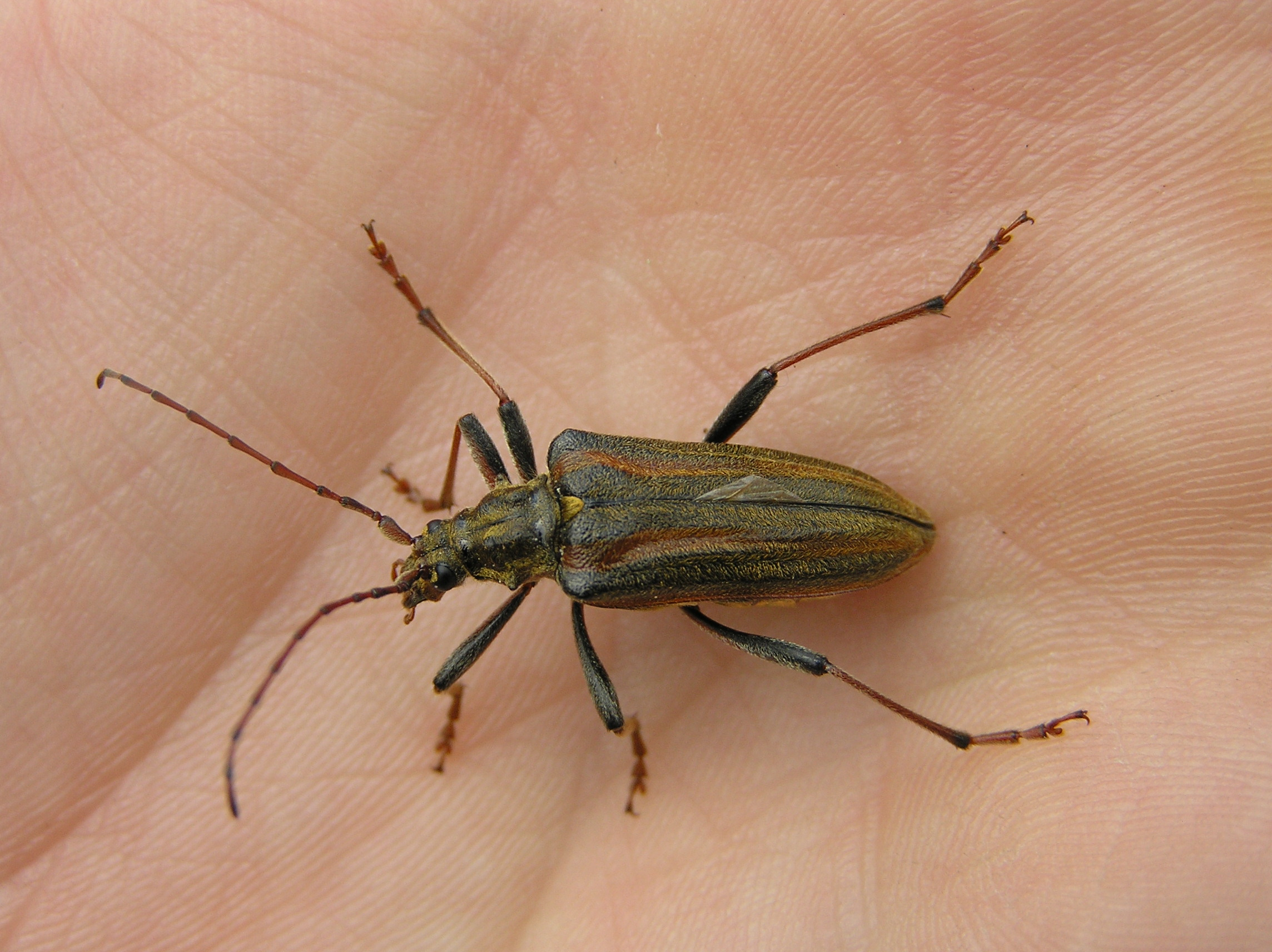
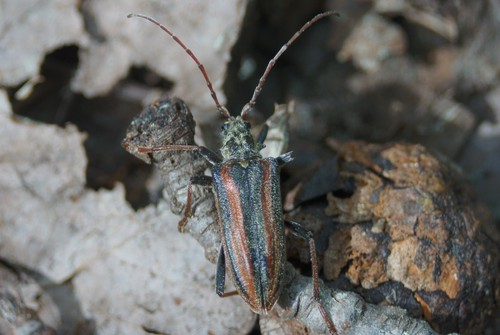
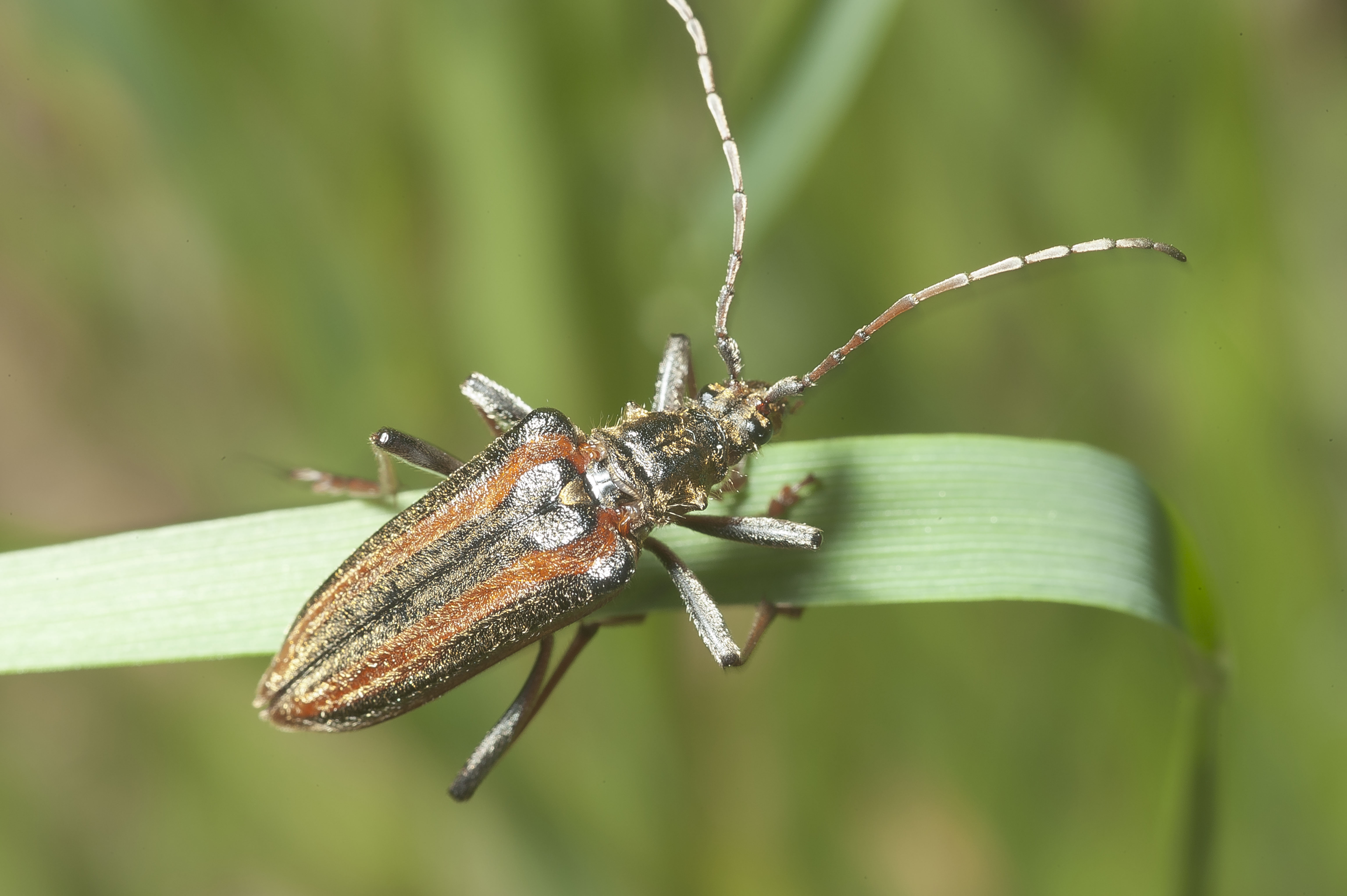
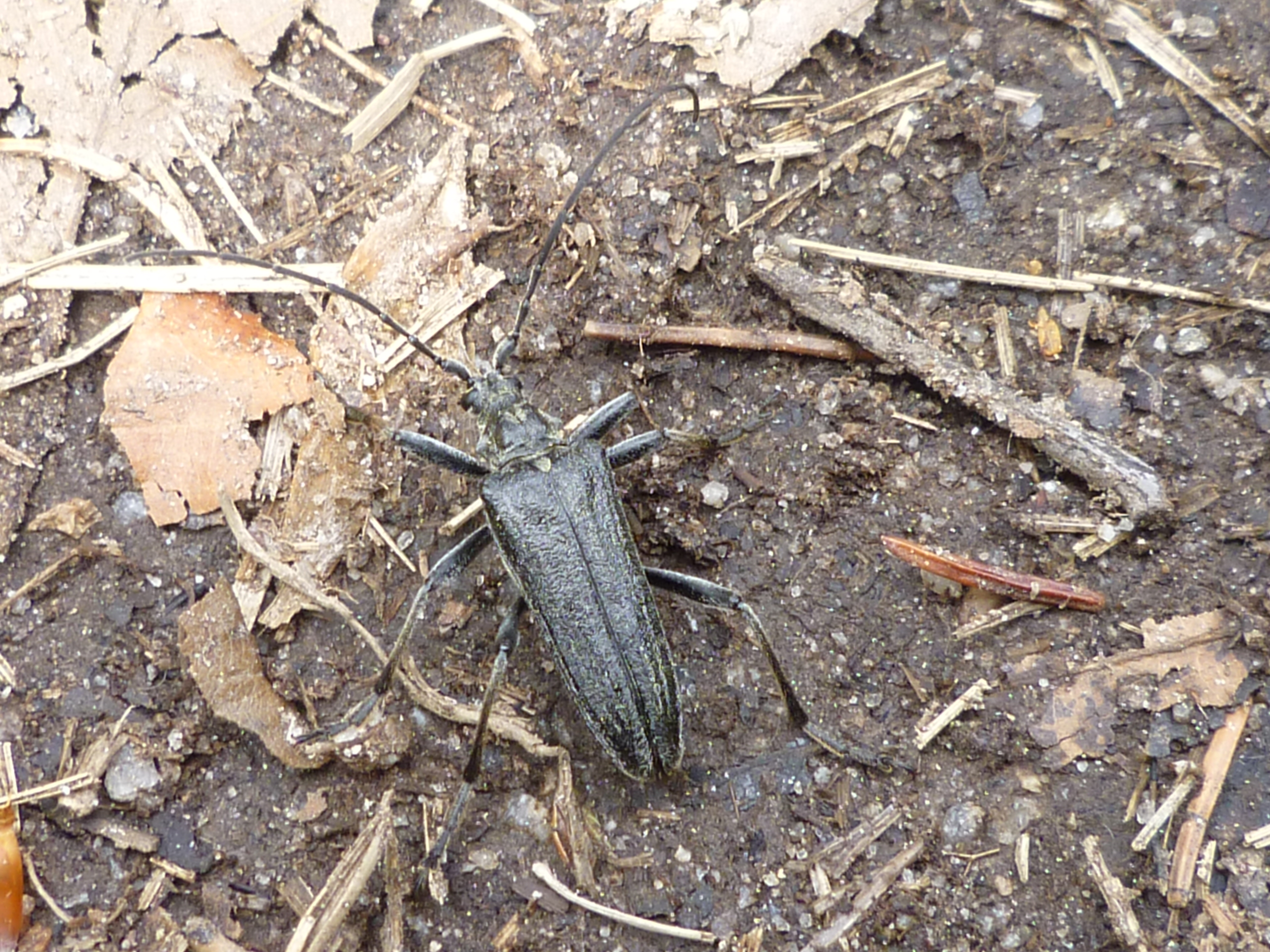

Magyarországon nem védett.